# Lyssomaninae
Lyssomaninae este o subfamilie de păianjeni-săritori. 

## Sistematică
Subfamilia include 8 genuri descrise:
Șase genuri se găsesc în Lumea Veche:
- Asemonea O. P.-Cambridge, 1869 — Africa, Madagascar, Asia, Australia (20 specii)
- Goleba Wanless, 1980 — Africa, Madagascar, insulele Seychelles (5 specii)
- Macopaeus Simon, 1900 — Madagascar (1 specie)
- Onomastus Simon, 1900 — Sri Lanka, India, Vietnam, Borneo, Japan (6 specii)
- Pachyonomastus Caporiacco, 1947 — Africa de Est(1 specie)
- Pandisus Simon, 1900 — Madagascar, India (6 specii)

Alte două în Lumea Nouă:
- Chinoscopus Simon, 1901 — America de Sud (4 specii)
- Lyssomanes Hentz, 1845 — America Centrală, America de Sud (80 specii)

## Galerie

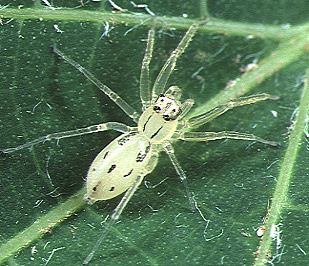
Asemonea tanikawai
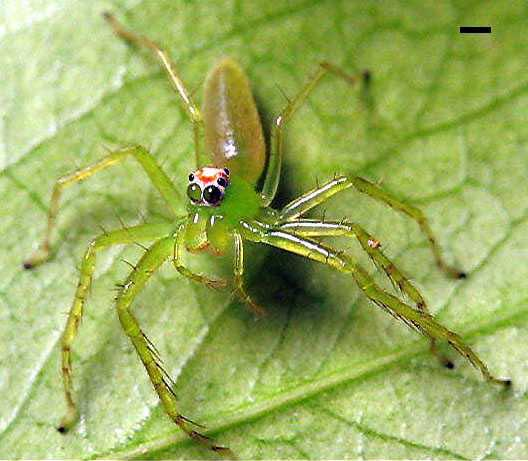
Lyssomanes viridis